# اوکرو اوکرو
اوکرو اوکرو (به اسپانیایی: Ukru Ukru) یک کوه در پرو است که در Peru, Lima Region واقع شده‌است. اوکرو اوکرو ۴٬۸۰۰ متر بالاتر از سطح دریا واقع شده‌است.